# Horisme serangica
Horisme serangica är en fjärilsart som beskrevs av Louis Beethoven Prout 1941. Horisme serangica ingår i släktet Horisme och familjen mätare. Inga underarter finns listade i Catalogue of Life.